# Monte Cristo, Washington

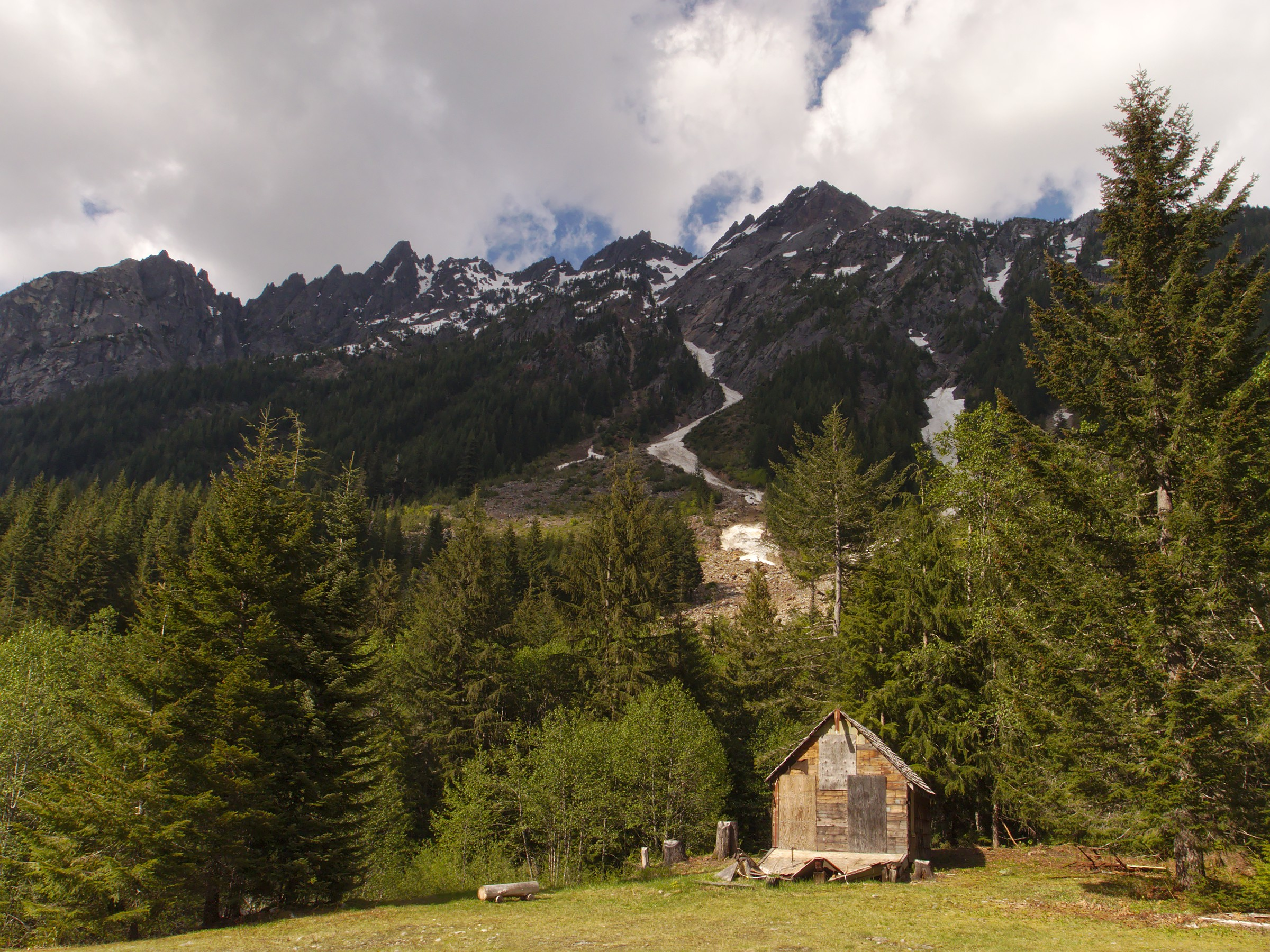
De overblijfselen van het dorp in 2014.

Monte Cristo is een spookdorp in het westen van de staat Washington. De stad was van 1889 tot aan de economische crisis van 1907 in gebruik als mijnbouwgebied voor goud en zilver. Daarna was de plaats nog tot 1983 een recreatieoord. In december 1980 raakte de enige toegangsweg zo zwaar beschadigd door een overstroming dat besloten werd deze niet meer te herstellen. In 1983 brandde de inmiddels leegstaande lodge af waarin de laatste bewoners hadden gewoond en hun gasten hadden ontvangen, waarna het grootste deel van de overgebleven gebouwen opzettelijk werd gesloopt. De locatie is nu alleen met veel moeite lopend of per mountain bike bereikbaar.

## Locatie
Monte Cristo ligt aan de zuidtak van de Sauk-rivier in Snohomish County ten noordwesten van Monte Cristo Peak. De stad is verbonden met de buitenwereld via een pad naar de Mountain Loop Highway. Die gaat verder naar het westen richting Granite Falls en in noordelijke richting naar Darrington. 